# Scandlines
 Der er for få eller ingen kildehenvisninger i denne artikel, hvilket er et problem. Du kan hjælpe ved at angive troværdige kilder til de påstande, som fremføres i artiklen.

Scandlines Danmark ApS er det datterselskab til Scandferries Holding ApS, der driver færgerne på ruterne Rødby-Puttgarden og Gedser-Rostock mellem Danmark og Tyskland. Selskabet besejler to færgeruter og betjener fire havne i Tyskland og Danmark. 
I 2016 transporterede Scandlines-færgerne i alt 15 mio. passagerer og 4,8 mio. køretøjer.

## Historie
Navnet Scandlines kom første gang i anvendelse i 1991, hvor DSB og det svenske Sweferry, brugte navnet da de sammenlagte deres ruter på Helsingør−Helsingborg.
I 1995 blev færgedriften udskilt til DSB Rederi A/S og i 1997 ændredes navnet på rederiet til Scandlines A/S. Det danske selskab blev sammenlagt med Deutsche Fährgesellschaft Ostsee GmbH (DFO) 21. august 1998.
Rederiet var ejet af Trafikministeriet i Danmark og Deutsche Bahn AG, som hver havde en andel på 50 %. Den 19. juni 2007 blev der indgået aftale om salg af selskabet til den britiske kapitalfond 3i (andel på 40 %), det tyske investeringsselskab Allianz Capital (andel på 40 %) og rederiet Deutsche Seereederei (andel på 20 %).
Rederiet har datterselskaberne Scandlines Danmark ApS og Scandlines Deutschland GmbH, som driver aktiviterne i de to hovedlande.
Det svenske Scandlines AB, var oprindelig ejeret af Statens Järnvägar og i 1999 blev selskabet solgt til Stena Line. Dog mente Scandlines AG, at de have en forkøbsret, som stoppede salget, indtil en voldgift afgjorde, at selskabet måtte sælges til Stena Line.
Med virkning fra 1. januar 2008 solgtes ruterne Spodsbjerg−Tårs, Bøjden−Fynshav og Esbjerg−Fanø til Clipper Group.
I maj 2012 solgtes alle godsruter i Østersøen, Travemünde-Ventspils, Travemünde-Liepaja, Nynäshamn-Ventspils, Rostock-Trelleborg og Sassnitz-Trelleborg samt Scandlines' Bordershop i Sassnitz til Stena Line.
I februar 2015 har Scandlines og Stena Line solgt deres andele i overfarten Helsingør-Helsingborg inkl. de fem færger til investeringsfonden First State. Det er en pengetank, der investerer i infrastruktur og primært repræsenterer europæiske pensionskasser, men er en del af Commonwealth Bank of Australia. Ruten blev drevet frem til 2023 af selskabet HH Ferries, hvor det blev solgt til Molslinjen, under navnet Øresundslinjen.
Som led i Scandlines' grønne vision 'Fra hybrid til zero emission' blev M/F Prinsesse Benedikte på ruten Rødby-Puttgarden ombygget til hybridfærge i 2013. I 2014 blev de resterende tre færger på ruten også ombygget til hybrid, hvor traditionel dieseldrift kombineres med elektrisk batteridrift. På denne måde kan udledningen af CO₂ ifølge rederiet reduceres med op til 15 %. Samtidig har alle færger fået en installeret en såkaldt scrubber, som vasker mindst 90 % af svovl og partikler ud af færgens udstødning.  
Sideløbende har Scandlines udviklet yderligere to hybridfærger til ruten Gedser-Rostock: M/F Berlin og M/F Copenhagen med 1,5 MWh batteri. De to hybridfærger blev indsat på ruten i 2016, og var dengang de største hybridfærger i verden. Samtidig med et reduceret energiforbrug (via Flettner-rotor) har de nye færger fordoblet kapaciteten på ruten.
I 2025 er Rødby udbygget med 25 MW oplader (15 MW i Puttgarden) til kommende batterifærge Futura.

## Overfarter

### Rødby−Puttgarden
- M/F Prins Richard
- M/F Prinsesse Benedicte
- M/F Schleswig-Holstein
- M/F Deutschland
- M/S Holger Danske
- M/F Kronprins Frederik

### Gedser−Rostock
- M/F Berlin
- M/F Copenhagen

## Tidligere ruter

### Helsingør−Helsingborg
- M/F Aurora (Nu ejet af Molslinjen)
- M/F Tycho Brahe (Nu ejet af Molslinjen)

### Rostock−Hangö
- M/F Aurora
- M/F Merchant

### Trelleborg−Rostock
- M/F Skåne
- M/F Mecklenburg-Vorpommern

### Trelleborg-Sassnitz
- M/F Trelleborg
- M/F Sassnitz

### Nynäshamn−Ventspils
- M/F Scottish Viking

### Travemünde−Ventspils
- M/F Watling Street

### Travemünde−Liepāja
- M/F Ask
- M/F Urd

### Bøjden−Fynshav
- M/F Thor Sydfyen (Nu ejet af Clipper Group)

### Dragør−Limhamn1960−1999
- M/F Dragør
- M/F Limhamn

### Esbjerg−Fanø
- M/F Fenja (Nu ejet af Clipper Group)
- M/F Menja (Nu ejet af Clipper Group)

### Spodsbjerg−Tårs
- M/F Frigg Sydfyen
- M/F Odin Sydfyen
- M/F Spodsbjerg

## Billeder
- Aurora af Helsingborg
- Scandlines-færge M/F DeutschlandScandlines-færge M/F Deutschland
- Scandlines-færge Prinsesse BenedikteScandlines-færge Prinsesse Benedikte
- Scandlines-færge M/F Berlin